# Hans Huber (Jurist)
Hans Huber (* 24. Mai 1901 in St. Gallen; † 13. November 1987 in Muri bei Bern; reformiert; heimatberechtigt in Heldswil, ab 1931 in St. Gallen) war ein Schweizer Rechtswissenschaftler und Bundesrichter.

## Leben und Werk

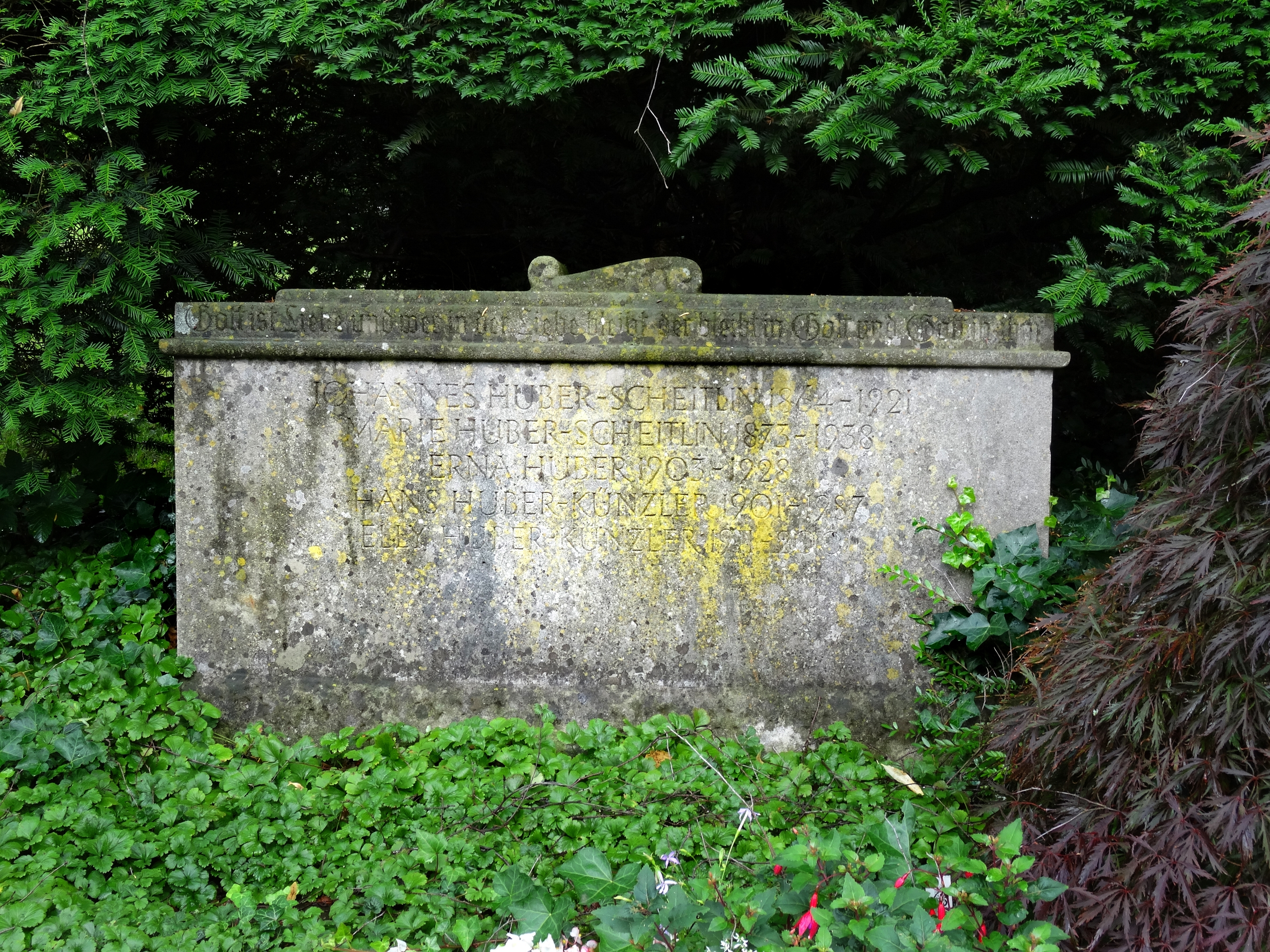
Grab, Friedhof Feldli in St. Gallen.

Hans Huber, Sohn des Textilkaufmanns Johannes Huber, widmete sich nach der Matura an der Kantonsschule St. Gallen einem Studium der Rechte an den Universitäten Zürich und Bern, dort vor allem bei Walther Burckhardt, und schloss 1926 mit der Promotion ab. Im gleichen Jahr legte er auch die Anwaltsprüfung in Zürich ab.
Beruflich war Huber zunächst als Anwalt in Zürich tätig. 1929 erhielt er die Stelle des Sekretärs des Bundesgerichtes, zugeteilt der I. Zivilabteilung. In der Märzsession 1934 der Bundesversammlung erfolgte seine Wahl zum Bundesrichter. 1946 wechselte Huber auf den Lehrstuhl für Staats-, Verwaltungs- und Völkerrecht an die Universität Bern, den er bis zu seiner Emeritierung im Jahr 1970 innehatte. Zusätzlich amtierte er dort im Studienjahr 1960/61 als Rektor.
Hans Huber – er war Anhänger der jungliberalen Bewegung – erweiterte das staatsrechtliche Denken durch die Berücksichtigung von Erkenntnissen aus Sozialwissenschaften, Politologie, Geschichte und anderen Wissenschaften. Er wurde 1978 mit dem Kulturpreis der Stadt St. Gallen sowie Ehrendoktoraten der Universitäten Bonn und Genf ausgezeichnet.
Hans Huber war ab 1937 mit Elly Künzler (1911–2001), Tochter des Stickereikaufmanns Hermann Walter Künzler, verheiratet und fand seine letzte Ruhestätte auf dem Friedhof Feldli in St. Gallen.

## Schriften (Auswahl)
- Der Kompetenzkonflikt zwischen dem Bund und den Kantonen. Stämpfli, Bern 1926.
- Die staatsrechtliche Stellung des Generals in der Schweiz: Versuch einer Geschichte und Darstellung. Sauerländer, Aarau 1928.
- Der Ausbau der Verwaltungsgerichtsbarkeit in Bund und Kantonen: Vortrag. Handelskammer, Basel 1950.
- Das Recht im technischen Zeitalter: Rektoratsrede. Paul Haupt, Bern 1960.
- Die verfassungsrechtliche Bedeutung der Vertragsfreiheit: Vortrag. De Gruyter, Berlin 1966.
- Wie die Schweiz regiert wird: Nachgeführte und überarbeitete Fassung. Schweizer Spiegel, Zürich 1967.
- Weltweite Interdependenz: Gedanken über die grenzüberschreitenden gesellschaftlichen Verhältnisse und die Rückständigkeit des Völkerrechts. Paul Haupt, Bern 1968.
- Rechtstheorie, Verfassungsrecht, Völkerrecht: Ausgewählte Aufsätze 1950–1970. Festgabe zum 70. Geburtstag des Verfassers. Stämpfli, Bern 1971.